# Shenkani
Shenkani (in armeno Շենկանի?, fino al 1978 Korbulakh, Korbulag, Kr'oyigegh e K'yorbulagh) è un comune dell'Armenia di 192 abitanti, come risulta dal censimento effettuato localmente nel 2001, della provincia di Aragatsotn.